# 질투 (1960년 영화)
"질투"(A Jealousy)는 한국에서 제작된 한형모 감독의 1960년 멜로/로맨스 영화이다. 문정숙 등이 주연으로 출연하였고 엄문근 등이 제작에 참여하였다.

## 출연

### 주연
- 문정숙
- 이대엽
- 최남현
- 전계현

## 기타
- 조명: 이범근
- 미술: 이봉선